# Église Saint-André de Llar
Pour les articles homonymes, voir église Saint-André.
L'église Saint-André de Llar est une église romane située près du hameau de Llar, à Canaveilles, dans le département français des Pyrénées-Orientales.

## Localisation
L'église Saint-André se situe à quelques centaines de mètres à l'est du village de Llar. Elle est bordée d'un cimetière. L'ensemble se trouve dans une zone escarpée de l'Est des Pyrénées, dominant des gorges du fleuve Têt, dans la région historique catalane du Conflent et le département français des Pyrénées-Orientales.

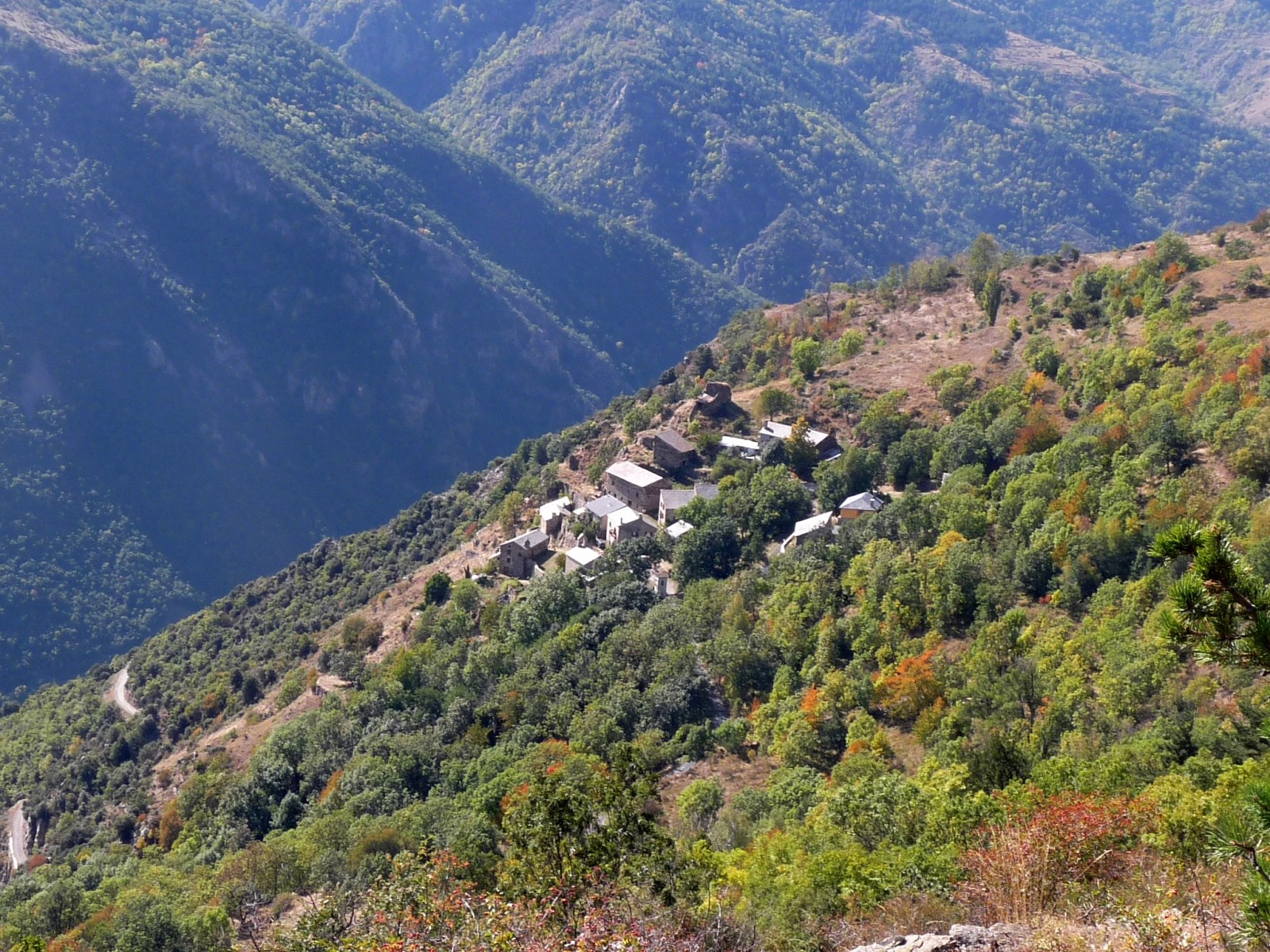
Vue de Llar.
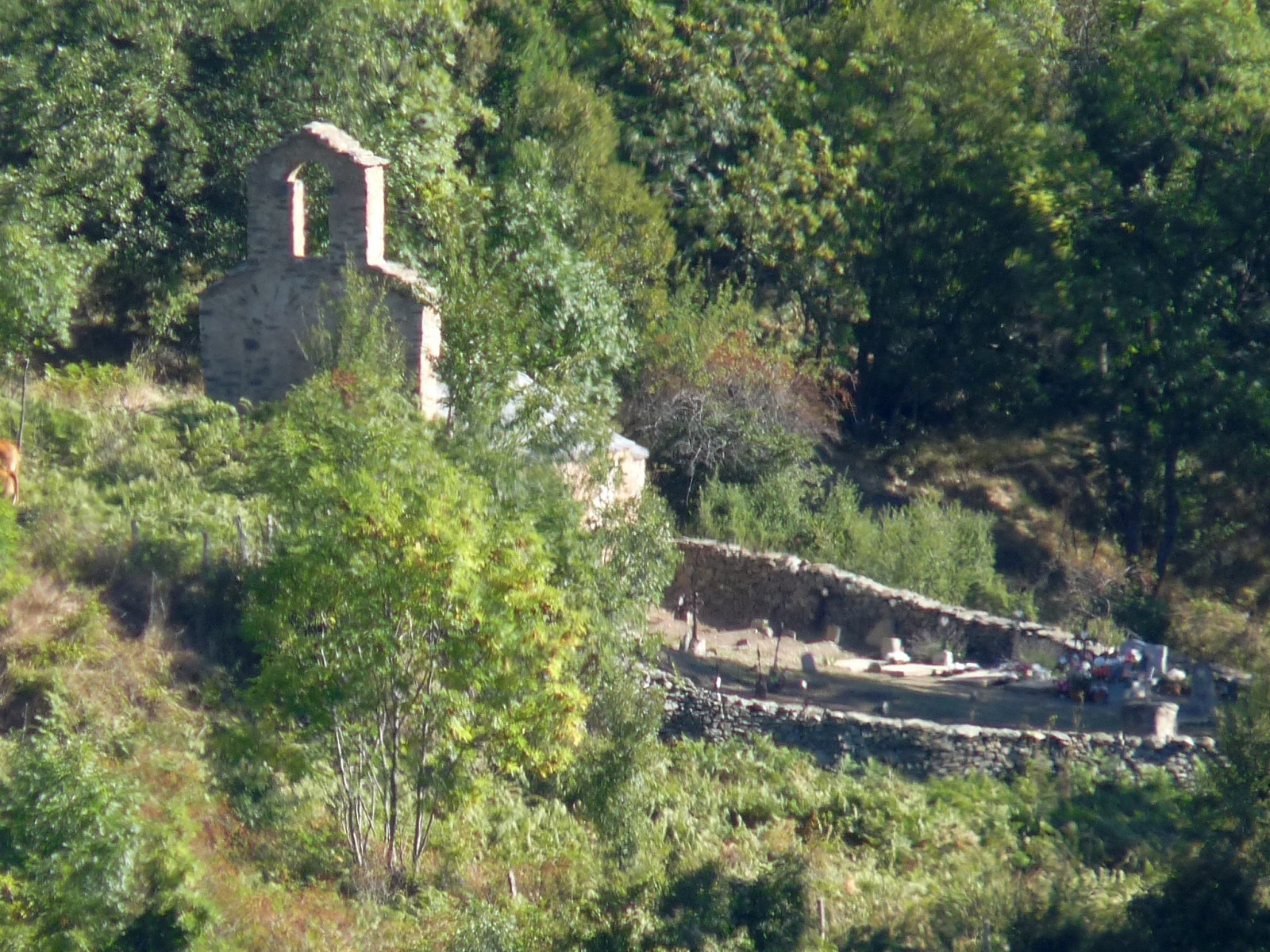
L'église vue depuis Llar

## Histoire
Dès 846, une église dédiée à saint André, située près de Canaveilles, est donnée au monastère Saint-André d'Eixalada mais il n'est pas certain que ce soit Saint-André de Llar.
L'église Saint-André est mentionnée en 950 (eccl. S. Andree).
L'église actuelle date de la fin du XIe siècle ou du XIIe siècle. Elle est désaffectée au début du XIXe siècle quand un nouveau lieu de culte est construit dans le village et est demeurée longtemps à l'abandon. Elle est restaurée dans les années 2000.

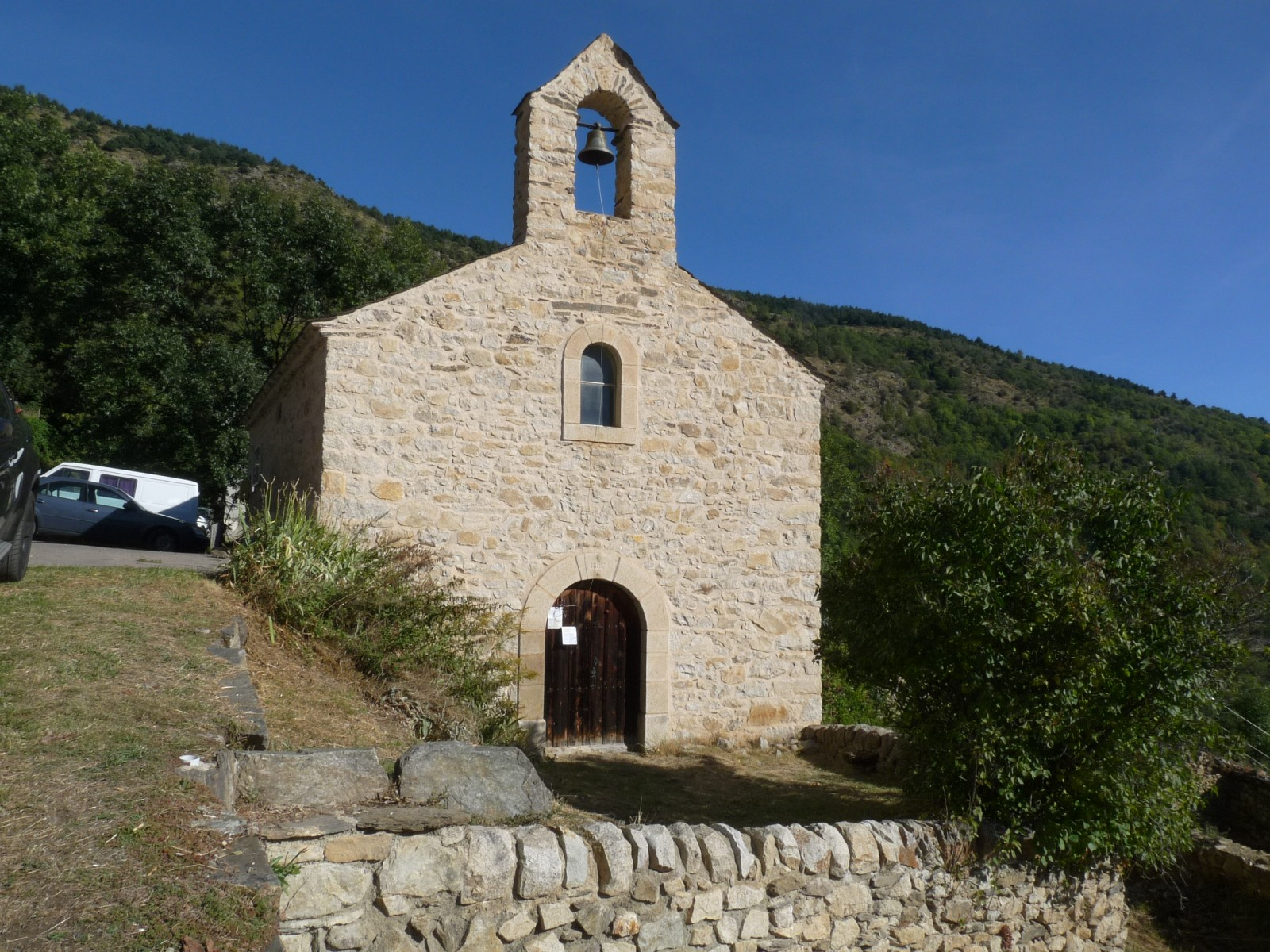
La nouvelle église de Llar (XIXe siècle).

## Architecture
L'édifice, de petite taille, est constitué d'une nef en berceau brisé continu muni d'un chevet en demi-cercle. De petites fenêtres au sud et dans l'axe éclairent peu l'intérieur, accessible par une porte en plein cintre au sud. Un clocher-mur domine la façade ouest. Le matériau de construction est du schiste local.

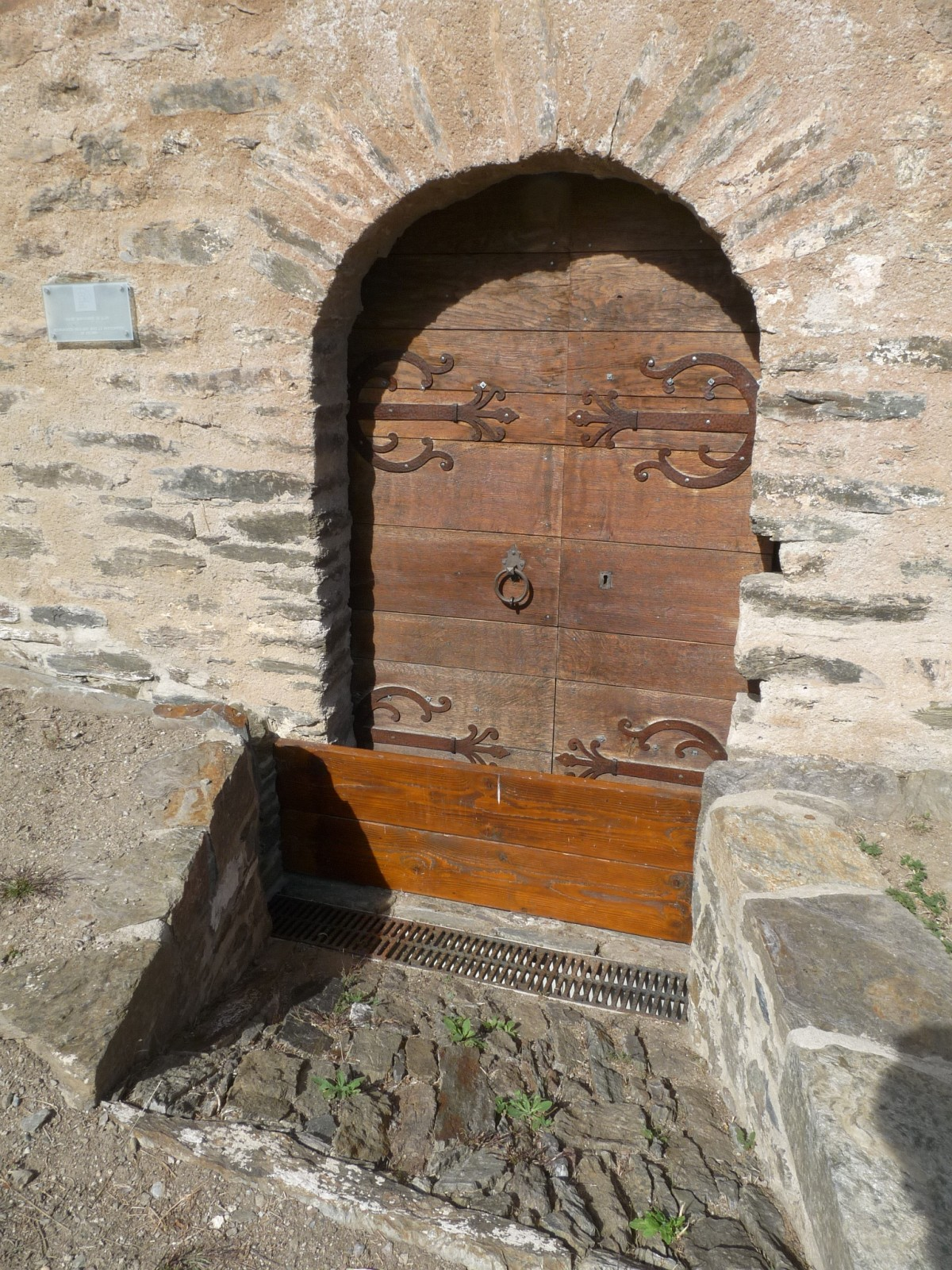
Portail d'entrée